# 2021-es Copa América (döntő)
A 2021-es Copa América döntőjét a Maracanã Stadionban rendezték Rio de Janeiróban, 2021. július 10-én. A mérkőzésen a torna házigazdája, a címvédő Brazília és Argentína lépett pályára.
Argentína 1–0-ra nyerte meg a mérkőzést Ángel Di María góljával, ezzel 15. alkalommal nyerte meg a dél-amerikai kontinenstornát, amivel beérte a csúcstartó Uruguayt. Az argentin válogatott 28 év elteltével, az 1993-as Copa América óta először nyert jelentős trófeát.

## A helyszín
A mérkőzés helyszíne a Maracanã Stadion, Brazília legnagyobb labdarúgóstadionja. A találkozót, ahogy az egész tornát, eredetileg a koronavírus-járvány miatt zárt kapuk mögött rendezték volna meg, de a dél-amerikai szövetség (CONMEBOL) dőntése, és a riói hatóságok engedélyével az aranyéremről döntő mérkőzésre a 78 ezres Maracanába a férőhelyek 10%-ra engedélyezték a szurkolók belépését.

## Út a döntőbe
| Argentína             | Argentína             | Round            | Brazília             | Brazília             |
| --------------------- | --------------------- | ---------------- | -------------------- | -------------------- |
| Ellenfél              | Végeredmény           | Csoportkör       | Ellenfél             | Végeredmény          |
| Chile                 | 1–1                   | 1. forduló       | Venezuela            | 3–0                  |
| Uruguay               | 1–0                   | 2. forduló       | Peru                 | 4–0                  |
| Paraguay              | 1–0                   | 3. forduló       | Kolumbia             | 2–1                  |
| Bolívia               | 4–1                   | 4. forduló       | Ecuador              | 1–1                  |
| Az A-csoport győztese | Az A-csoport győztese | Helyezés         | A B-csoport győztese | A B-csoport győztese |
| Ellenfél              | Végeredmény           | Kieséses szakasz | Ellenfél             | Végeredmény          |
| Ecuador               | 3–0                   | Negyeddöntő      | Chile                | 1–0                  |
| Kolumbia              | 1–1 (b: 3–2)          | Elődöntő         | Peru                 | 1–0                  |

## Előzmények
Brazília és Argentína rivalizálása a labdarúgásban is tetten érhető, igaz ez a két ország válogatottjának szurkolóira a világ bármely pontján. A döntőt megelőzően több országban, de főképp Bangladesben voltak szurkolói atrocitások, amikor a két csapat szimpatizánsai összecsaptak. Az esetet követően a helyi rendőrség megtiltotta a találkozó idejére a szabadtéri gyülekezést több vidéki körzetben. Az összecsapás következtében négy ember sérült meg súlyosan.

## A mérkőzés
| 2021. július 10. 21:00 (2:00) |

| Argentína    | 1–0               | Brazília |
| ------------ | ----------------- | -------- |
| Di María 22' | (1–0) Jegyzőkönyv |          |

| Maracanã Stadion, Rio de Janeiro Játékvezető: Esteban Ostojich (uruguayi) |

| Argentína | Brazília |

| GK                   | 23 | Damián Martínez    |     |     |
| RB                   | 4  | Gonzalo Montiel    | 89' |     |
| CB                   | 13 | Cristian Romero    |     | 79' |
| CB                   | 19 | Nicolás Otamendi   | 81' |     |
| LB                   | 8  | Marcos Acuña       |     |     |
| RM                   | 11 | Ángel Di María     |     | 79' |
| CM                   | 7  | Rodrigo De Paul    | 68' |     |
| CM                   | 5  | Leandro Paredes    | 33' | 54' |
| LM                   | 20 | Giovani Lo Celso   | 51' | 63' |
| CF                   | 10 | Lionel Messi (c)   |     |     |
| CF                   | 22 | Lautaro Martínez   |     | 79' |
| Cserék:              |    |                    |     |     |
| MF                   | 18 | Guido Rodríguez    |     | 54' |
| DF                   | 3  | Nicolás Tagliafico |     | 63' |
| DF                   | 6  | Germán Pezzella    |     | 79' |
| FW                   | 15 | Nicolás González   |     | 79' |
| MF                   | 14 | Exequiel Palacios  |     | 79' |
| Szövetségi kapitány: |    |                    |     |     |
| Lionel Scaloni       |    |                    |     |     |

| GK                   | 23 | Ederson          |     |     |
| RB                   | 2  | Danilo           |     |     |
| CB                   | 4  | Marquinhos       | 82' |     |
| CB                   | 3  | Thiago Silva (c) |     |     |
| LB                   | 16 | Renan Lodi       | 70' | 76' |
| CM                   | 17 | Lucas Paquetá    | 72' | 76' |
| CM                   | 5  | Casemiro         |     |     |
| CM                   | 8  | Fred             | 3'  | 46' |
| RF                   | 19 | Everton          |     | 63' |
| CF                   | 10 | Neymar           |     |     |
| LF                   | 7  | Richarlison      |     |     |
| Cserék:              |    |                  |     |     |
| FW                   | 20 | Roberto Firmino  |     | 46' |
| FW                   | 18 | Vinícius Júnior  |     | 63' |
| DF                   | 13 | Emerson          |     | 76' |
| FW                   | 21 | Gabriel Barbosa  |     | 76' |
| Szövetségi kapitány: |    |                  |     |     |
| Tite                 |    |                  |     |     |

| A mérkőzés legjobbja: Ángel Di María (Argentína) Játékvezető-asszisztens: Carlos Barreiro (Uruguay) Martín Soppi (Uruguay) Negyedik játékvezető: Diego Haro (Peru) Ötödik játékvezető: José Antelo (Bolívia) Videóbíró: Andrés Cunha (Uruguay) Videóbíró-asszisztens: Daniel Fedorczuk (Uruguay) Alexander Guzmán (Kolumbia) Jhon Ospina (Kolumbia) | Szabályok - 90 perc játékidő - Döntetlen esetén 30 perc hosszabbítás, majd büntetőrúgások - Maximum 12 nevezhető cserejátékos - Maximum öt, hosszabbítás esetén hat cserelehetőség |